# Ortholeuca albiluna
Ortholeuca albiluna là một loài bướm đêm trong họ Noctuidae.